# HMS Vindictive (1897)
HMS Vindictive − brytyjski krążownik pancernopokładowy typu Arrogant zbudowany w stoczni Chatham Dockyard. Został zwodowany 9 grudnia 1897, a ukończony w 1900 roku.

## Służba
Początkowo, w roku 1901, okręt służył we Flocie Śródziemnomorskiej Royal Navy.
W latach 1909–1910 został przebudowany i podjął służbę w 3. Dywizjonie Home Fleet. W marcu 1912 roku został przystosowany do roli hulku mieszkalnego dla personelu unieruchomionego okrętu szkolnego HMS „Vernon”. Mimo że w chwili wybuchu I wojny światowej był już przestarzały, w sierpniu 1914 roku został wcielony do 9. Eskadry Krążowników. Operował na Morzu Północnym, gdzie w dniach 7 sierpnia i 8 września zatrzymał i zdobył dwa niemieckie frachtowce, „Schlesien” i „Slawentzitz”. W roku 1915 stacjonował u południowowschodnich wybrzeży Ameryki Południowej. Od roku 1916 do schyłku roku 1917 służył na wodach Morza Białego.
Na początku 1918 roku został przeznaczony do wzięcia udziału w rajdzie na Zeebrugge i Ostendę. Większość dział okrętu została w tym celu zastąpiona haubicami, miotaczami płomieni i moździerzami. 23 kwietnia wziął udział w gwałtownej walce w porcie w Zeebrugge, gdzie w celu wysadzenia desantu musiał zacumować przy molu, skutkiem czego jego nadbudówki uległy poważnym uszkodzeniom od ognia nieprzyjacielskich armat. Za tę akcję dowódca okrętu, komandor Alfred Carpenter, został odznaczony Krzyżem Wiktorii. Wydarzenie to uwiecznił malarz Charles de Lacy, a jego obraz (patrz obok) znajduje się w National Maritime Museum.
Krążownik został samozatopiony w celu zablokowania kanału portowego w Ostendzie podczas drugiego rajdu, który nastąpił 10 maja 1918 roku. Wrak został podniesiony 16 sierpnia 1920 roku i zezłomowany. Sekcja dziobowa została zachowana i stoi jako pomnik poległych w ostendzkim porcie. Jedna z 7,5-calowych haubic „Vindictive” znajduje się w zbiorach Imperial War Museum.

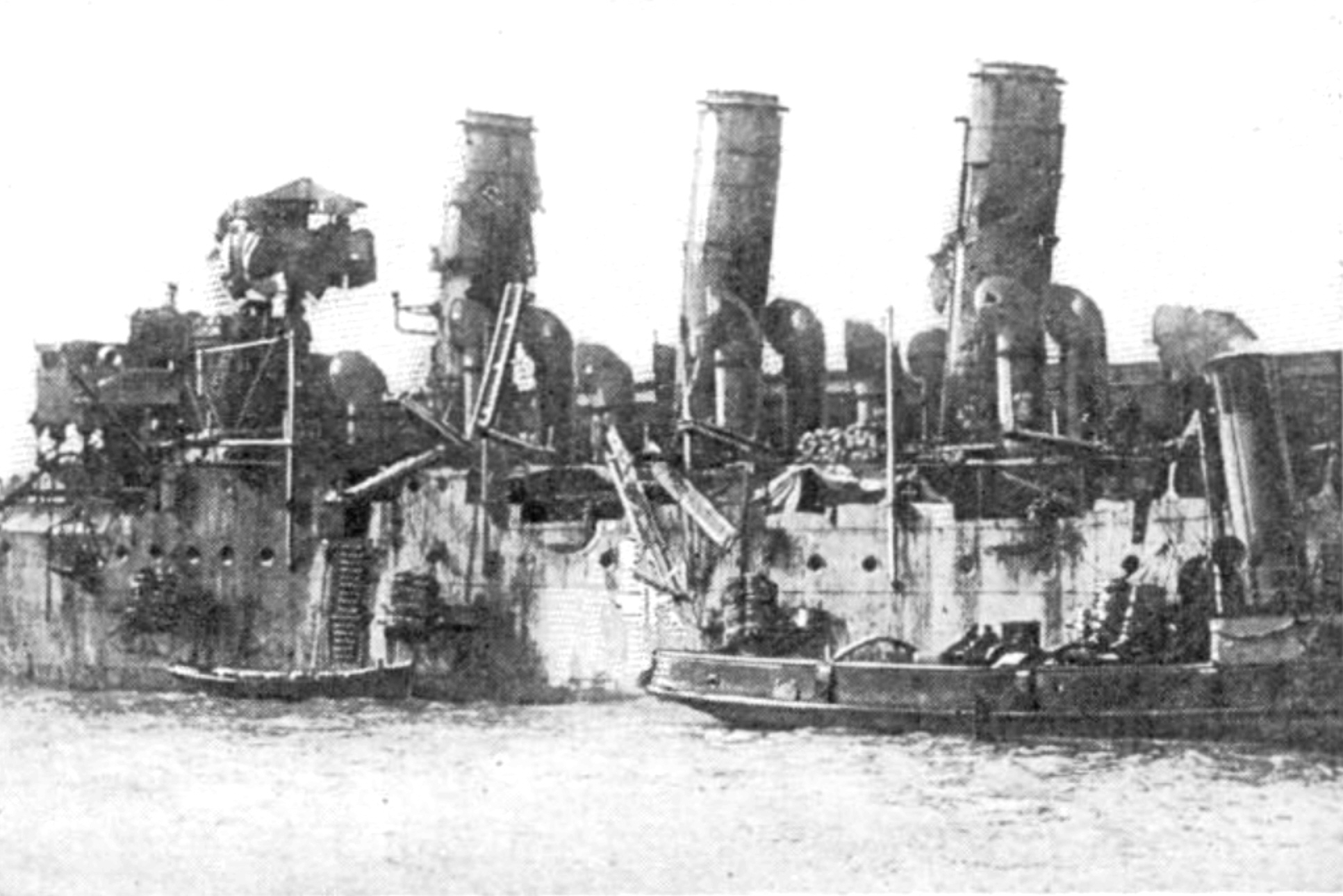
Uszkodzenia HMS „Vindictive” podczas rajdu
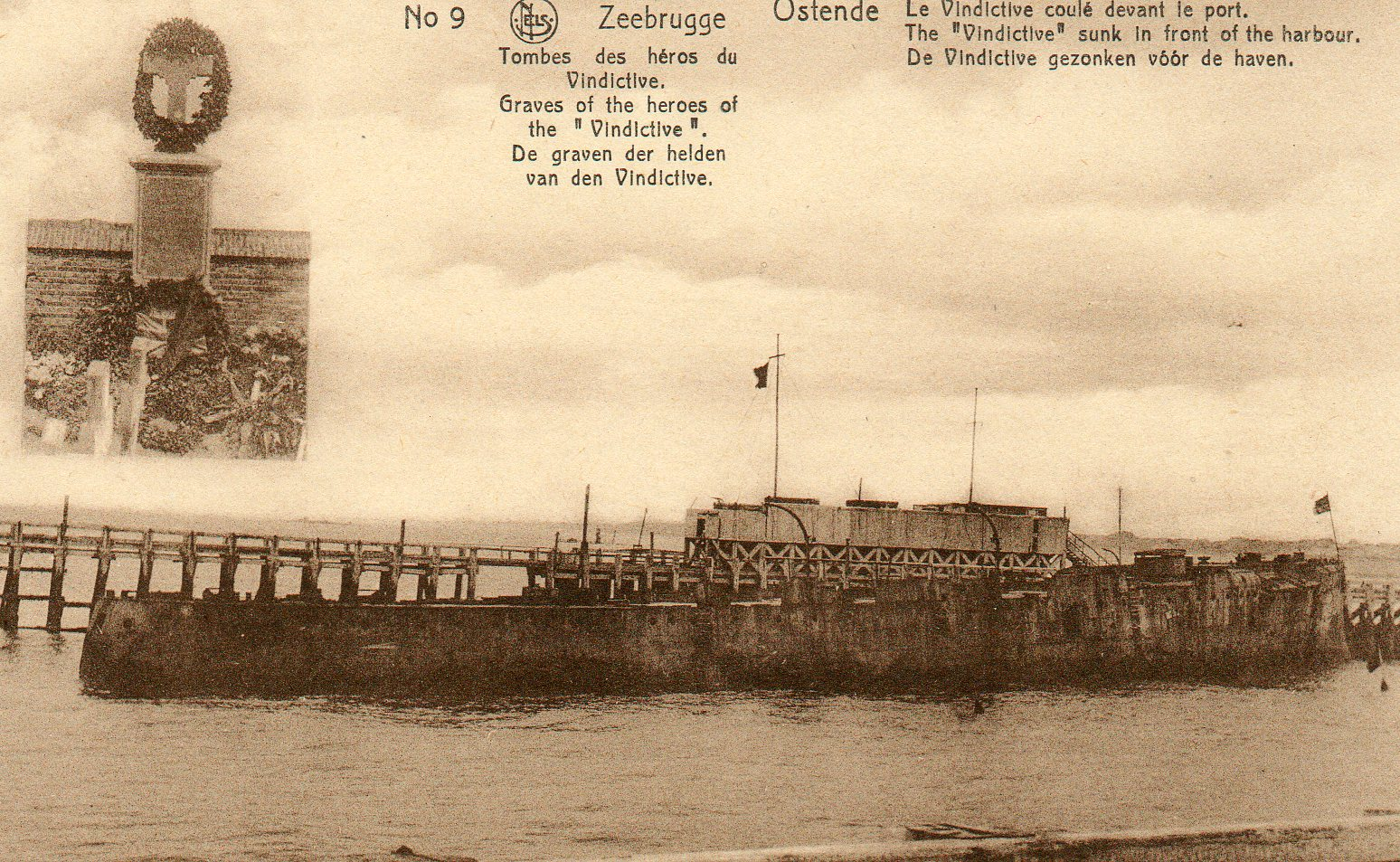
HMS „Vindictive” zatopiony w Ostendzie
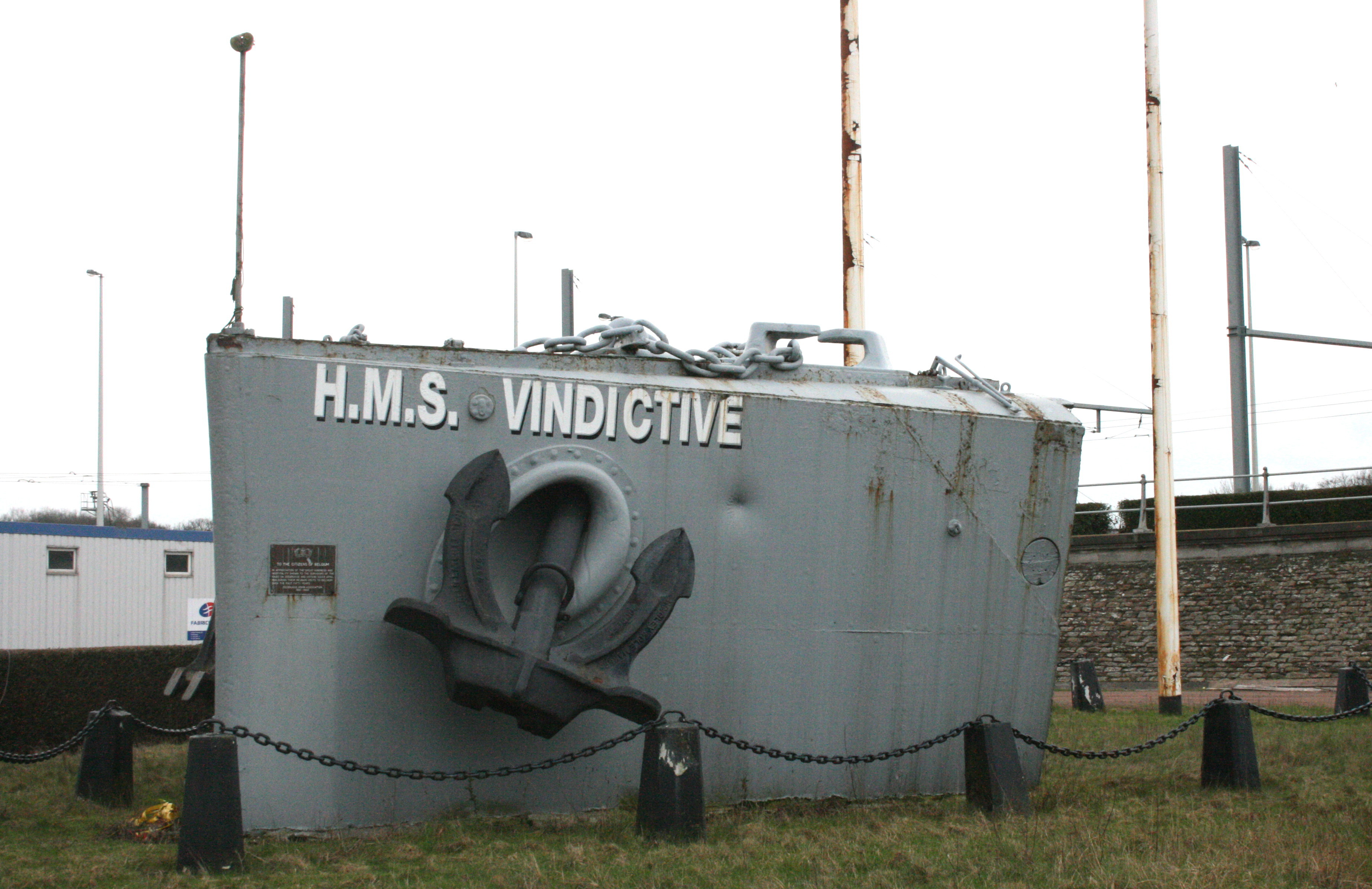
Pomnik HMS „Vindictive”